# Коллина-д’Оро
Коллина-д’Оро — коммуна на северо-востоке швейцарского кантона Тичино, на границе с Италией.
Население 4615 человек. Площадь 6,14 км².

## История
Коллина-д’Оро создан 4 апреля 2004 года путём слияния городков Агра, Джентилино и Монтаньола.
1 апреля 2012 года в его состав включена также коммуна Карабьетта.